# Mirka Vavrinec
Miroslava "Mirka" Federer (nacida como Miroslava Vavrincová, posteriormente Vavrinec, en Bojnice, Checoslovaquia, actualmente Eslovaquia, el 1 de abril de 1978) es una extenista profesional suiza de la WTA, retirada del deporte en 2002 tras una lesión en el pie.

## Presentaciones en torneos deGrand Slam

### Individuales
| Año  | Australia | Australia    | Roland Garros | Roland Garros | Wimbledon | Wimbledon   | US Open   | US Open       |
| 1999 | -         | -            | 1.ª ronda     | M. De Swardt  | -         | -           | -         | -             |
| 2001 | 2.ª ronda | Monica Seles | 1.ª ronda     | F. Schiavone  | 1.ª ronda | Amy Frazier | 3.ª ronda | Justine Henin |

## Biografía

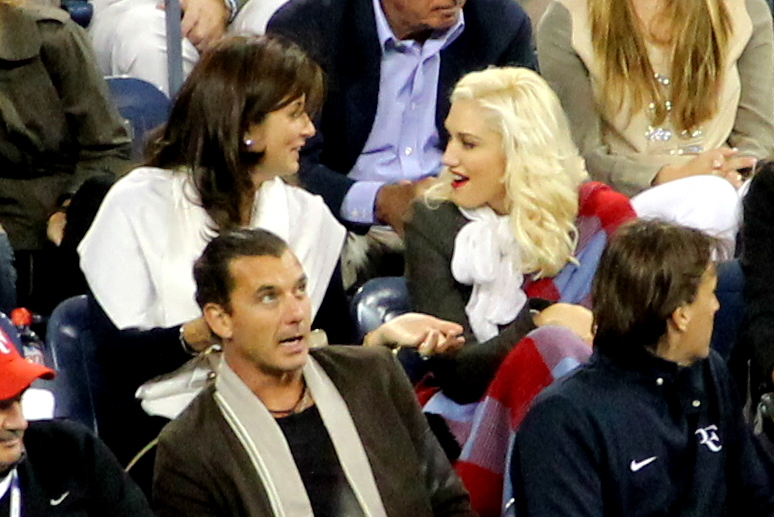
Mirka con Gwen Stefani en US Open 2010.

Vavrinec, nacida en Eslovaquia, emigró a Suiza cuando tenía tan solo dos años de edad. En la actualidad sus padres son dueños de una joyería y viven en Schaffhausen. En 1987, cuando Vavrinec tenía nueve años, su padre la llevó a ver un torneo en Filderstadt, Alemania. Vavrinec conoció a Martina Navratilova, quien opinó que tenía aspecto de atleta y debería intentar jugar tenis. Tiempo más tarde, Navratilova le envió a Vavrinec una raqueta e hizo los arreglos para que recibiera su primera lección de tenis.
Es la esposa del extenista Roger Federer, a quien conoció durante los Juegos Olímpicos de Sídney en 2000, y con quien se casó  el 11 de abril de 2009. Ambos tienen dos hijas gemelas, Myla Rose y Charlene Riva, nacidas en Suiza el 23 de julio de 2009, y dos hijos gemelos, Leo y Lenny, nacidos en 2014. Desde su retiro, se ha podido ver a Mirka con frecuencia en el circuito de la ATP durante los encuentros disputados por Federer.

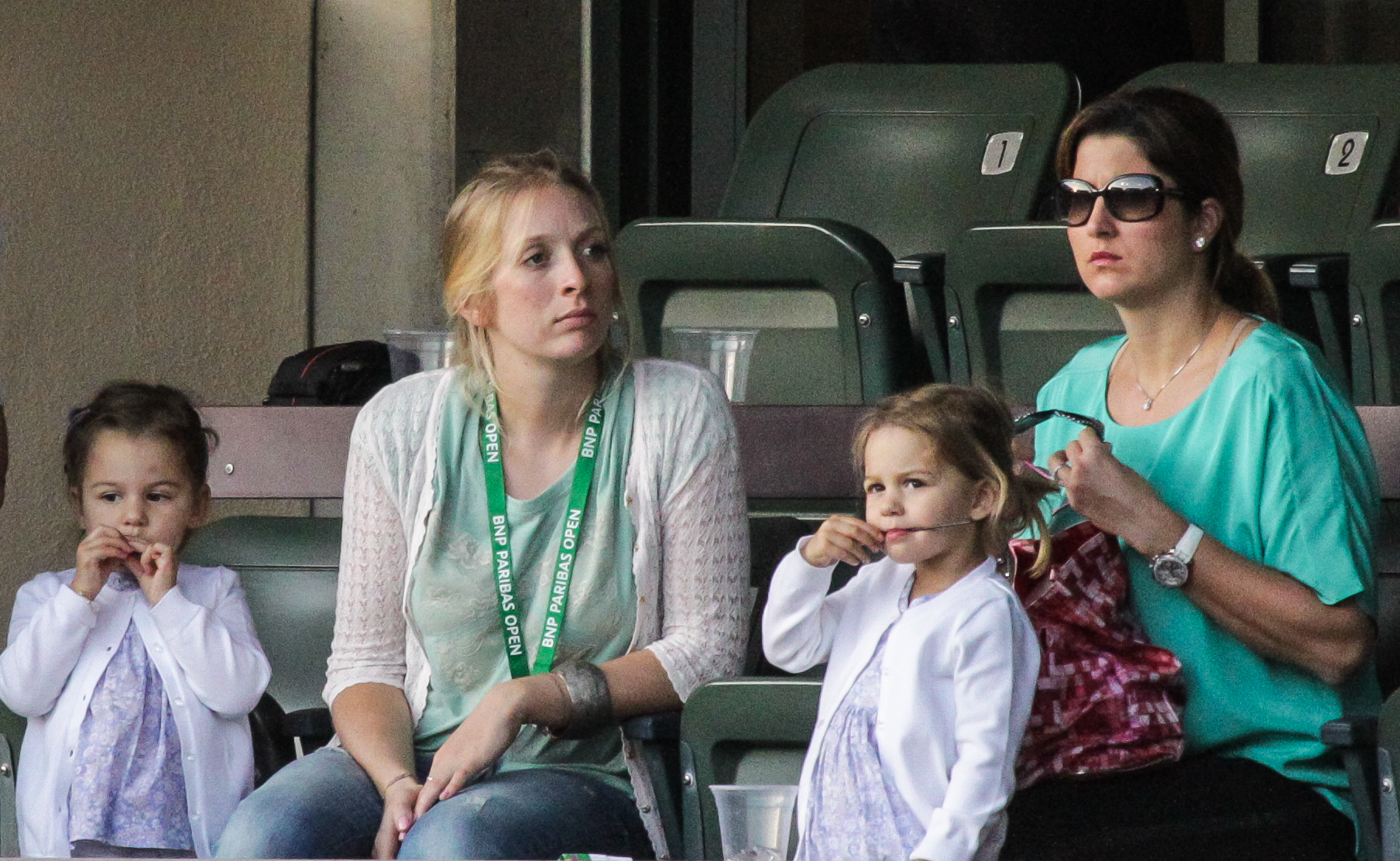
Mirka con sus dos hijas en Indian Wells.